# Friedrich István
Friedrich István (Malacka, 1883. július 1. – Vác, 1951. november 25.) magyar miniszterelnök, labdarúgó-játékvezető, sportvezető, politikus, gépgyáros.

## Életpályája
Római katolikus családban született Friedrich János gyógyszerész és Wagner Erzsébet gyermekeként. A pozsonyi főreáliskolában érettségizett, majd a budapesti ill. a berlin-charlottenburgi műszaki egyetemen szerzett mérnöki diplomát, majd a budapesti és berlini egyetemen jogot hallgatott. Kezdetben Berlinben dolgozott főmérnökként, majd 1908-ban Mátyásföldön előbb gépjavító műhelyt, majd vas- és felvonógépgyárat alapított, amelyet 1920-ig birtokolt.
1912-ben belépett a Függetlenségi és Negyvennyolcas Pártba és kapcsolatba került a szabadkőműves-mozgalommal is. 1914-ben Károlyi Mihály társaságában az USA-ba utazott, a visszaúton Franciaországban a háború kitörése miatt rövid időre internálták. Az első világháború során tüzérfőhadnagyként, de valójában gépkocsizó parancsőrtisztként szolgált, az Önkéntes Királyi Magyar Automobiltestület tagjaként. Az őszirózsás forradalom idején az ún. „lánchídi csata” (1918. október 28.) egyik hangadója, sebesültje, a Károlyi Mihály-kormányban, majd a Berinkey-kormányban a hadügyminiszter politikai államtitkára (1918. november–1919. január). A Tanácsköztársaság idején mint az egyik ellenforradalmi csoport vezetőjét letartóztatták, de megszökött.

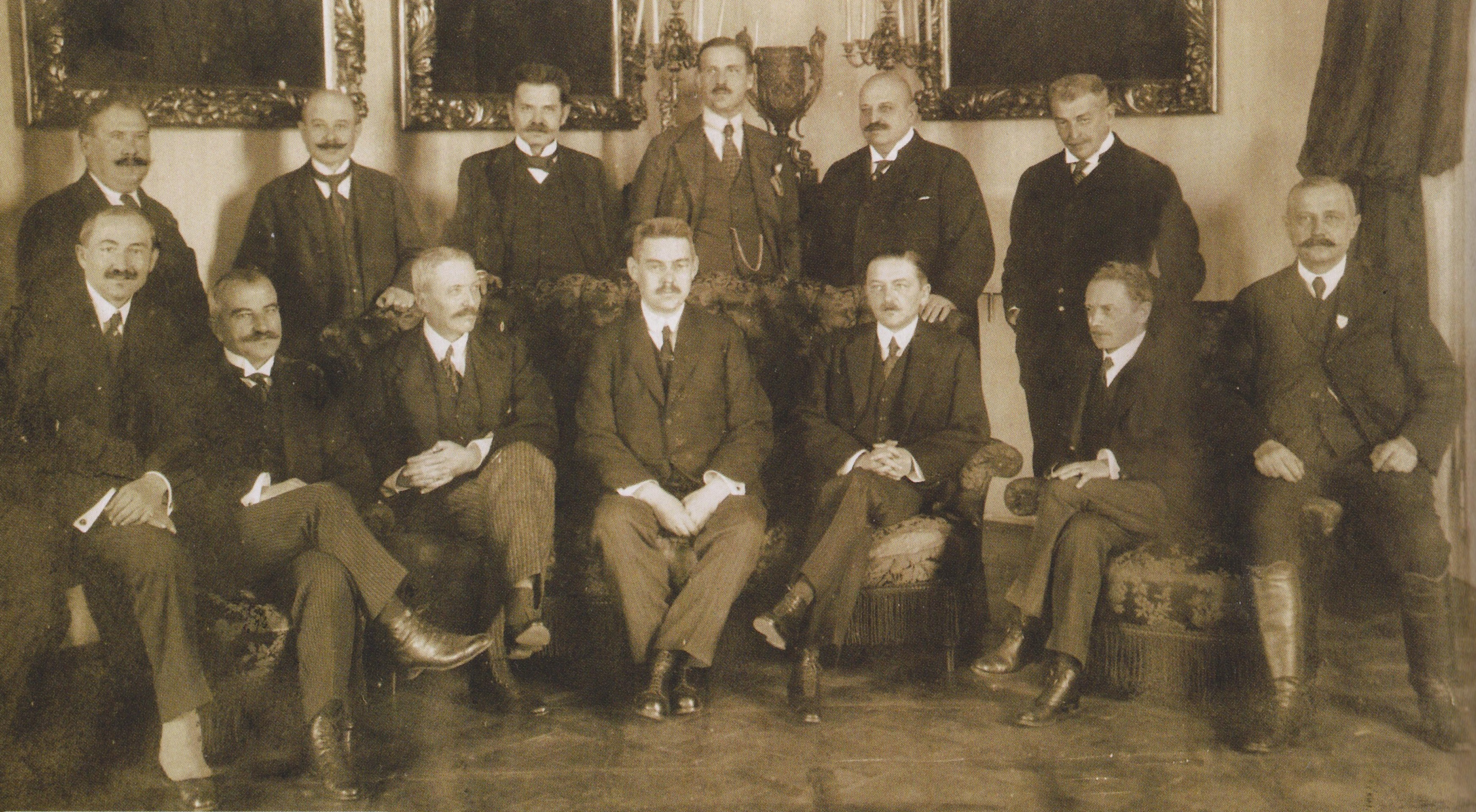
Friedrich István a Huszár-kormány tagjaként. A hátsó sorban jobbról a harmadik.

A proletárdiktatúra alatt ellenforradalmi szervezkedést vezetett a Zala vármegyei Mindszenty József, Szmrecsányi György és Fangler Béla helyi mozgalmával közreműködve; 1919. augusztus 6-án a Fehérház Bajtársi Egyesület elnevezésű ellenforradalmi csoport vezetőjeként a megszálló román csapatok beleegyezésével letartóztatta Peidl Gyula szakszervezeti kormányának tagjait, és megalakította saját, ideiglenes kormányát. József főherceg megbízása alapján 1919. augusztus 7-étől 1919. november 24-éig miniszterelnök, egyben kereskedelemügyi és belügyminiszter is. Rövid miniszterelnöksége alatt folytatta a Tanácsköztársaság rendelkezéseinek hatálytalanítását, és megalkotta az új választójogi rendeletet (1919. évi 5895/1919 ME), amely 1922-ig maradt hatályban. Az antant és a budapesti román megszálló csapatok nyomására november 24-én lemondott.
Az 1919 végén alakult Keresztény Nemzeti Párt elnöke lett, amely a nemzetgyűlési választásokra egyesült a Keresztény Nemzeti Egyesülés Pártjával (KNEP).
Ekkor még olyan illúziókban ringatta magát, hogy az antant egyre gyengül, „feltétlenül letűnőben van”, formálódik vele szemben „a letiport, talán a becsapott, félrevezetett nemzeteknek az új szövetsége”, amelyeknek a sora „a németektől az arabokig” terjed, „a világháborúnak még távolról sincs vége”, „átkozott az a kéz, amely aláírja a békeszerződést”.
1919 novemberétől 1920. március 15-éig az ún. koncentrációs kormányban, a Huszár-kormányban hadügyminiszter. 1920–1930 között különböző ellenzéki pártok élén országgyűlési képviselő. 1920 áprilisában kilépett a Keresztény Nemzeti Egyesülés Pártjából és külön pártot alapított, amely 1922-ben egyesült Andrássy csoportjával és felvette a Szövetkezett Keresztény Ellenzék nevet. Az 1920-as évek elején megalapította a „szittyák tábora” elnevezésű szélsőjobboldali szervezetet. Az 1920-as választásokon Budapest belvárosi kerületében szerzett mandátumot Wekerle Sándorral szemben.
1921-ben a Tisza-gyilkosságban való részvétel gyanújával rövid időre letartóztatták. A Tisza István meggyilkolását feltáró Tisza-per miatt saját kérésére felfüggesztették mentelmi jogát, és mint felbujtót hallgatták meg, de az ellene emelt vádat ejtették. Demény Pál szerint ő volt az, aki közvetítőkön keresztül a Tisza István elleni harmadik merénylet (1916) elkövetőjének, Lékai Jánosnak a revolvert adta. Károlyi Mihály visszaemlékezéseiben őt tartotta a Tisza-gyilkosság értelmi szerzőjének. Ennek ellenére kormányában hadügyi államtitkári posztot biztosított neki.
1922-ben az újjáalakult, erősen ellenzéki Keresztény Nemzeti Párt (Andrássy–Friedrich párt) budapesti déli listájának vezetőjeként, 1926-ban a Keresztény Gazdasági Párt színeiben, 1928-ban a budapesti déli kerület egyéni képviselőjeként nyert mandátumot, 1931-ben és 1935-ben a budapesti északi választókerület egyéni képviselője lett.
Képviselősége alatt a Pesti Naplóba több, a kormányt támadó, jellegzetesen ellenzéki vezércikket is írt. 1938-ban már nem szerzett mandátumot, kikerült a politika élvonalából. 1939-ben a parlamentbe sem került be.
1951-ben mint politikus már elfeledettnek számított, de júliusban mégis letartóztatták Grősz József koncepciós perének kapcsán, majd augusztusban a budapesti Fővárosi Bíróság a demokratikus államrend megdöntésére irányuló szervezkedés kezdeményezésének és vezetésének hamis vádjával 15 évi börtönbüntetésre ítélte, amelyet szeptemberben a Legfelsőbb Bíróság jogerőre emelt; augusztusban a váci börtönbe szállították, ahol november 25-én meghalt.  Az 1990-ben hozott törvény alapján büntetését semmisnek nyilvánították és rehabilitálták.[forrás?]

## Házassága és leszármazottjai
Felesége nemescsói Asbóth Margit (*?–†Budapest, 1945. február 6.), nemescsói Asbóth Emil (1854-1935) miniszteri tanácsos, a Ganz és Társa-Danubius RT alelnöke és vezérigazgatója, és Sznaczky Vincencia lánya volt. Friedrich István és Asbóth Margit házasságából született két lány:
- Friedrich Margit "Gita" (Budapest, 1907. július 20.). Férje: Lovass János (Budapest, 1904. október 14.–Budapest,1966. szeptember 21.), gyáros.[8][9]
- Friedrich Erzsébet, dr. Mirgay Sándor felesége.

## Sportpályafutás

### Labdarúgás
1904-ben jobbszélsőként tagja volt az Ausztria ellen vereséget szenvedő magyar labdarúgó válogatottnak a Műegyetemi AFC játékosaként. Ő az egyetlen magyar miniszterelnök, aki tagja volt a labdarúgó válogatottunknak.

#### Mérkőzése a válogatottban
| Magyarország | Magyarország     | Magyarország          | Magyarország | Magyarország | Magyarország | Magyarország | Magyarország | Magyarország |
| #            | Dátum            | Helyszín              | Hazai        | Eredmény     | Vendég       | Kiírás       | Gólok        | Esemény      |
| ------------ | ---------------- | --------------------- | ------------ | ------------ | ------------ | ------------ | ------------ | ------------ |
| 1.           | 1904. október 9. | Bécs, Cricketer-pálya | Ausztria     | 5 – 4        | Magyarország | barátságos   | -            |              |
|              | Összesen         |                       |              | 1            | mérkőzés     |              | 0            | gól          |

### Játékvezetés
Kiváló játékvezetői képességekkel rendelkezett. A futballbíráskodás második generációjának legnagyobbjai között említi őt az MLSZ 25. születésnapjára kiadott kötet.
NB. I-es mérkőzéseinek száma: 2

## MLSZ-elnökként
A Magyar Labdarúgó-szövetség pénztárnoka lett. 1921-ben Füzeséry Árpád dr. visszavonult a szövetség elnökségétől, helyét a közgyűlés betöltetlenül hagyta. Hosszabb szünet után, 1922-ben, az MLSZ elnöki tisztére egyhangúlag Friedrich Istvánt (1922–1923), Magyarország volt miniszterelnökét választották. Az erős kéz politikája megmentette a szövetség autonómiáját, amely nagy veszélyben forgott különösen azok részéről, akik nem is a hatalomra, de inkább az MLSZ vagyonára aspiráltak. Az MLSZ Gazdasági Bizottsága kidolgozta olimpiai adó tervezetét, mely 1923. március 1-jén életbe is lépett, és a labdarúgó-mérkőzések bevételének 10%-át juttatta az úgynevezett olimpiai alapba. A Párizsi olimpiai kiküldetések sikere érdekében az MLSZ Friedrich Istvánt, Csányi József dr.-t és Fischer Mórt delegálta az olimpiai bizottságba, ugyanakkor Malaky Mihályt alelnökké választotta. 1923. május 20-ára hívta össze a FIFA kongresszusát, Genfbe. Itt kellett tisztázni azt a sportpolitikai feszültséget, amely a világháborúban szemben álló országok között még mindig fennmaradt. Egyedül a Német Birodalmat zárták ki a nemzetközi sportversenyek résztvevői közül.
Az 1924. évi nyári olimpiai játékok labdarúgó tornáján a magyar csapat az előzetes várakozások ellenére csúfosan leszerepelt. Az elnökség úgy érezte, hogy vállalnia kell a felelősséget a kudarcért, ezért a beszámoló tanácsülésen lemondott. Sportpályafutása során szerzett érdemeinek elismeréseként az MLSZ tiszteletbeli elnöke lett.

## Művei
- Néhány vezércikk a „Czinkota és Környéke” hetilapból. 1912. október 6. – 1915. május 9.; Rákosvidéki Községi Nyomda, Rákosszentmihály, 1915
- Keresztény ellenzék. A mai politikai helyzet. A rendszer bűnei. Mi a teendő? 1. zöld füzet; Stádium, Budapest, 1929
- Vádat emelek a dicsőségesen uralkodó rendszer ellen!; Globus Nyomda, Budapest., 1931

## Külső hivatkozások
- Magyar nagylexikon  VIII. (Ff–Gyep). Főszerk. Bárány Lászlóné. Budapest: Magyar Nagylexikon. 1999.   316. o. ISBN 963-85773-9-8
- Gerhárd Lajos: A magyar sport pantheonja I-II. és III-IV. kötet – 1932. "A magyar sport pantheonja" Kiadóvállalat
- Thaly Zoltán: 100 éves a Magyar Labdarúgó Szövetség – 2000. MLSZ és a Szókincs KIadó ISBN 963-86106-1-1
- http://mek.oszk.hu/00300/00355/html/index.htm
- Nemzetgyűlési Almanach (1920–1922)
- Parlamenti Almanach (1922–1927)
- Országgyűlési Almanach (1927–1932)
- Magyar Országgyűlési Almanach (1932–1935)
- Magyar Országgyűlési Almanach (1935–1940)
- Magyar életrajzi lexikon
- Életrajza az ezenanapon.hu-n
- Antal Zoltán, Hoffer József: Alberttől Zsákig. Budapest: Sportkiadó. 1968.  ISBN 0439001507018
- Rejtő László – Lukács László – Szepesi György: Felejthetetlen 90 percek. Budapest: Sportkiadó. 1977.  ISBN 963-253-501-4